# Alfasillabario gujarati
L'alfasillabario gujarati (ગુજરાતી લિપિ, Gujǎrātī Lipi) è il sistema di scrittura utilizzato per la lingua gujarati. L'alfasillabario è utilizzato anche per la lingua avestica dai parsi.
Nato da modifiche del Devanāgarī, la sua più antica attestazione risale ad un manoscritto del 1592, mentre il primo testo stampato è del 1797. Fino al XIX secolo era utilizzato per lettere e conti, mentre per i testi letterari e accademici veniva utilizzato il Devanāgarī. È anche conosciuto come la scrittura del śarāphī (banchiere), vāṇiāśāī (mercante) o mahājanī (commerciante).
Un esempio della letteratura gujarati in Devanagari può essere visto qui.

## Consonanti
| ક       | ખ         | ગ         | ઘ         | ઙ       |
| ka /kə/ | kha /kʰə/ | ga /gə/   | gha /gʱə/ | ṅa /ŋə/ |
| ચ       | છ         | જ         | ઝ         | ઞ       |
| ca /ʧə/ | cha /ʧʰə/ | ja /ʤə/   | jha /ʤʱə/ | ña /ɲə/ |
| ટ       | ઠ         | ડ         | ઢ         | ણ       |
| ṭa /ʈə/ | ṭha /ʈʰə/ | ḍa /ɖə/   | ḍha /ɖʱə/ | ṇa /ɳə/ |
| ત       | થ         | દ         | ધ         | ન       |
| ta /t̪ə/ | tha /t̪ʰə/ | da /d̪ə/   | dha /d̪ʱə/ | na /nə/ |
| પ       | ફ         | બ         | ભ         | મ       |
| pa /pə/ | pha /pʰə/ | ba /bə/   | bha /bʱə/ | ma /mə/ |
| ય       | ર         | લ         | વ         |         |
| ya /jə/ | ra /ɾə/   | la /lə/   | va /ʋə/   |         |
| શ       | ષ         | સ         |           |         |
| śa /ʃə/ | ṣa /ʃə/   | sa /sə/   |           |         |
| હ       | ળ         | ક્ષ        | જ્ઞ        |         |
| ha /hə/ | ḷa /ɭə/   | kṣa /kʃə/ | jña /ɡɲə/ |         |

## Vocali
| અ | a /ə/              | ક | ka  |
| આ | ā /a/              | કા | kā  |
| ઇ | i /i/              | કિ | ki  |
| ઈ | ī /i/              | કી | kī  |
| ઉ | u /u/              | કુ | ku  |
| ઊ | ū /u/              | કૂ | kū  |
| ઋ | ṛ /ɾu/ oppure /ru/ | કૃ | kṛ  |
| એ | e /e/ oppure /ɛ/   | કે | ke  |
| ઐ | ai /əj/            | કૈ | kai |
| ઓ | o /o/ oppure /ɔ/   | કો | ko  |
| ઔ | au /əʋ/            | કૌ | kau |

## Altri segni
| ્ |         | ક્ | k   |
| ં | aṃ /əŋ/ | કં | kaṃ |
| ઃ | ah /əh/ | કઃ | kah |

## Esempio
પ્રતિષ્ઠા અને અધિકારોની દૃષ્ટિએ સર્વ માનવો જન્મથી સવતંત્ર અને સમાન હોય છે.
તેમનામાં વિચારશકતિ અને અંતઃકરણ હોય છે અને તેમણે પરસ્પર બંધુત્વની ભાવનાથી વર્તવું જોઇએ.
Traslitterazione
Pratiṣṭhā anē adikhārōnī dr̥ṣṭinē sarvē mānavō janmathī svatantra anē samān hōy chē. Tēmanāmāṁ vicārśakti anē antaḥkaraṇ hōy chē anē tēmaṇē paraspar bandhutvanī vartavuṁ jōiē.